# Orbani
Orbani is een plaats in de gemeente Sveti Lovreč in de Kroatische provincie Istrië. De plaats telt 22 inwoners (2001).